# Poliuria
La poliuria es un síntoma médico que consiste en la emisión de un volumen de orina superior al esperado.  Es un gasto urinario excesivo.

## Etiología
Las causas más frecuentes son:
- Aumento en el consumo de líquidos
- Abuso de alcohol o bebidas excitantes que contienen cafeína, teína, etc.
- Exceso de solutos: sal, glucosa, etc (si la persona tiene diabetes)
- El uso de determinados fármacos (diuréticos)
- El consumo de infusiones: té, mate, etc.
- Determinadas enfermedades (diabetes insípida, anemia drepanocítica, insuficiencia renal...)
- Causas psicógenas (no orgánicas)
- Sensación de frío excesivo

## Diagnóstico
Se define como la emisión de orina en un volumen superior a 3 litros = 3.000 ml en 24 horas para adultos, y superior a 2-2,5 litros/24 horas para niños. La cantidad de orina excretada depende del equilibrio hidroelectrolítico del organismo. El exceso de líquido o la necesidad de eliminar un exceso de sustancias disueltas puede conducir a un aumento en la cantidad de orina producida por los riñones. También depende de la capacidad de filtración del riñón: cuando existe insuficiencia renal los túbulos pueden ser incapaces de reabsorber la sangre filtrada lo que determina un incremento en la cantidad de orina formada.

### Diagnóstico diferencial
No confundir con polaquiuria que es una situación de aumento en la frecuencia miccional (el número de veces que se orina al día) independientemente del volumen de orina excretado.